# Paulina Wilk
Paulina Janina Wilk (ur. 17 września 1980 w Warszawie) – polska dziennikarka, reportażystka i pisarka.

## Życiorys
Studiowała w Instytucie Nauk Politycznych Uniwersytetu Warszawskiego. W czasie studiów redagowała magazyn „Obserwacje”, od 2000 pracowała w dziale kulturalnym „Super Ekspressu”. W latach 2003–2011 była dziennikarką „Rzeczpospolitej”, publikowała m.in. reportaże i recenzje muzyczne. Od 2012 współpracuje m.in. z „Tygodnikiem Powszechnym”, kwartalnikiem „Kontynenty” i TVP Kultura.
Za debiut książkowy Lalki w ogniu. Opowieści z Indii (wyd. 2011) otrzymała w 2012 nagrodę Bursztynowego Motyla im. Arkadego Fiedlera dla najlepszej książki polskiego autora o tematyce podróżniczej i krajoznawczej, jej książka była też nominowana do Nagrody Literackiej Nike oraz Nagrody im. Beaty Pawlak.

## Publikacje

### Książki
- Lalki w ogniu. Opowieści z Indii (2011)
- Przygody misia Kazimierza (2012)
- Lato misia Kazimierza (2013)
- Podróże misia Kazimierza (2014)
- Znaki szczególne (2014)
- Między walizkami (2017)
- Pojutrze. O miastach przyszłości (2017)